# Championnats du monde de cyclisme sur piste 1939
Navigation
Amsterdam 1938 Zurich 1946
Les Championnats du monde de cyclisme sur piste 1939 ont eu lieu du 26 août au 3 septembre au vélodrome Vigorelli à Milan, en Italie.
En raison des événements politiques, la France déclare forfait, puis les coureurs français sont autorisés à participer.
Au cours de la compétition, la Seconde Guerre mondiale éclate, ce qui explique pourquoi seul le tournoi de vitesse individuelle amateurs s'est déroulé jusqu'à son terme,. Chez les professionnels, la finale de la vitesse entre Jef Scherens et Arie van Vliet ne peut avoir lieu et est annulée. En outre, la poursuite individuelle, qui devait se tenir officiellement pour la première fois (l'année précédente, elle était un sport de démonstration), doit également être annulée.
La course pour la médaille de bronze chez les professionnels est remportée l'Allemand Albert Richter. Environ trois mois plus tard, il est arrêté par la Gestapo et tué à Lörrach. La troisième place chez les amateurs revient au Berlinois Gerhard Purann, décédé dans des circonstances mystérieuses en tant que soldat pendant la guerre.

## Résultats

### Podiums professionnels
| Compétition | Or          | Argent      | Bronze                   |
| ----------- | ----------- | ----------- | ------------------------ |
| Vitesse     | Non décerné | Non décerné | Albert Richter Allemagne |

### Podiums amateurs
| Compétition | Or                   | Argent                         | Bronze                   |
| ----------- | -------------------- | ------------------------------ | ------------------------ |
| Vitesse     | Jan Derksen Pays-Bas | Italo Astolfi Royaume d'Italie | Gerhard Purann Allemagne |

## Tableau des médailles
| Rang | Nation    | Or | Argent | Bronze | Total |
| ---- | --------- | -- | ------ | ------ | ----- |
| 1    | Pays-Bas  | 1  | 0      | 0      | 1     |
| 2    | Italie    | 0  | 1      | 0      | 1     |
| 3    | Allemagne | 0  | 0      | 2      | 2     |

## Liste des engagés
D'après Le Miroir et Le Miroir des sports :
- Vitesse professionnels
  -  Allemagne. — Albert Richter
  -  Belgique. — Jef Scherens
  -  Danemark. —  Willy Falck Hansen
  -  France. — Louis Gérardin, Guy Renaudin
  -  Italie. — Bruno Loatti, Benedetto Pola, Severino Rigoni
  -  Pays-Bas. — Arie van Vliet, Jef van de Vijver, Cor Wals
  -  Suisse. — Ernest Kauffmann
  -  Royaume-Uni. — Sydney Cozens
  -  Pologne. — Henryk Szamota

- Vitesse amateurs
  -  Allemagne — Gerhard Purann, Jean Schorn, Walther
  -  Royaume-Uni. —
  -  Belgique. — J.Hendrickx, Émile Gosselin
  -  Danemark. — Ericksen, Kield Brask Andersen, Holtzer
  -  France. — Jean Noblet
  -  Italie. — Italo Astolfi, Primo Bergomi, Nervi
  -  Pays-Bas. — Jan Derksen, P.-W. Smits, Jan Pronk
  -  Pologne. — J. Kuperzack, J. Jedrzejewski
  -  Suisse. — H Ganz, Baumann
  -  Hongrie. — Ladanyi
  -  Chine. — Howard Wing

- Demi-fond
  -  Allemagne. — Walter Lohmann, Erich Metze, Adolf Schön, Toni Merkens.
  -  Belgique. — Willy Michaux, August Meuleman
  -  Danemark. — Mogens Danholt
  -  Espagne. — Alejandro Fombellida
  -  France. — Louis Minardi, Georges Wambst, Georges Paillard.
  -  Italie. — Eduardo Severgnini, Alfredo Bovet
  -  Luxembourg. — Josy Krauss
  -  Pays-Bas. — Bosland, Cor Wals, Bakker
  -  Suisse. — Ludwig Hagmann, Henri Suter, Turel Wanzanried